# Домальді

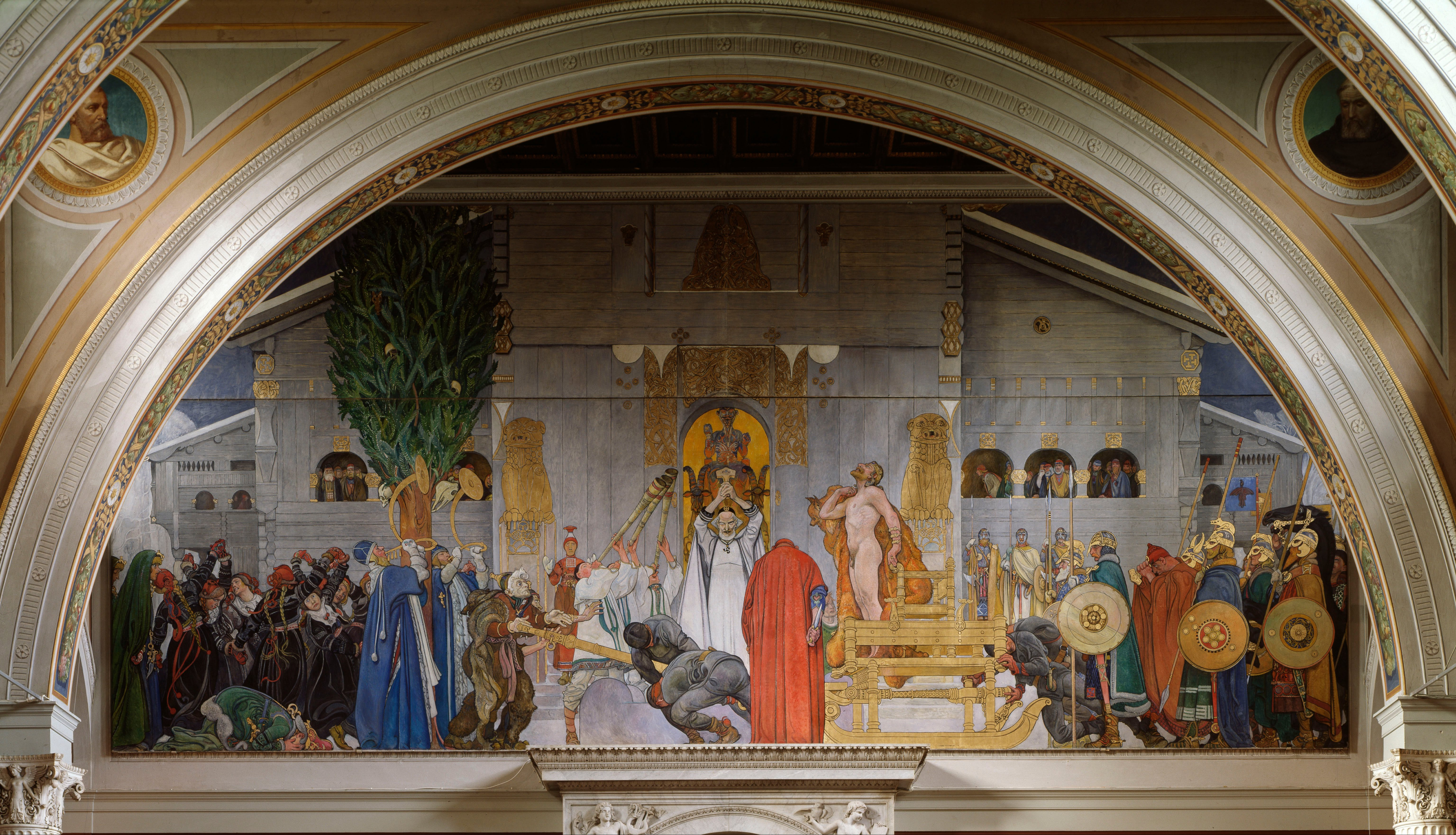
Жертвоприношення Домальді (1915) Карл Ларссон.

Домальді (Dómalde, Dómaldi або Dómaldr) — легендарний правитель свеїв з династії Інґлінґів.

## В «Сазі про Інґлінґів»
Домальді був сином Вісбура від другої дружини. За нього в Швеції почалися неврожаї та голод. Оскільки шведи не змогли вмилостивити богів звичними жертвопринесеннями, вони вирішили, що в усьому винен їх керманич. Вони вбили Домальді й скропили вівтар його кров'ю.

У давні дні

Княжою кров'ю

Воїни поле

Скропили, Скривавлену сталь

Від застиглого тіла

Ворога ютів

Несло військо, Коли жертвою

Домальді зробив

Свейський рід

Врожаю заради.
— Саґа про Інґлінґів, XV.
За сина Домальді Домара врожаї були щедрими.

## «Ворог ютів»
Автор «Переліку Інґлінґів» застосував, характеризуючи Домальді, кеннінґ «ворог ютів». Імовірно, Домальді воював з ютами, але про цю війну нічого не відомо.

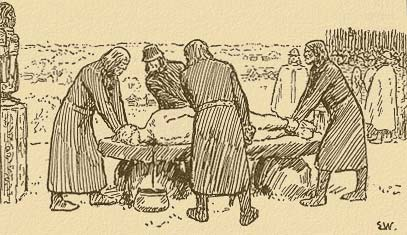
Жертвоприношення Домальді (Ерік Вереншельд).